# Macuru-de-pescoço-branco
Barbudo-guianense ou macuru-de-pescoço-branco (nome científico: Notharchus macrorhynchos) é uma espécie de ave da família Bucconidae.
Pode ser encontrada no Brasil, Colômbia, Equador, Peru e alguns outros países das Américas do Sul e Central.